# توم كينيدي (مخرج)
توم كينيدي (بالإنجليزية: Tom Kennedy)‏ هو منتج أفلام ومخرج أمريكي، ولد في 1948، وتوفي في 7 ديسمبر 2011 في كاليفورنيا في الولايات المتحدة.